# Arthington, Liberia
Arthington är en stad i Liberia. Den ligger i Montserrado County, i den västra delen av landet, 27 km nordost om huvudstaden Monrovia.